# Cellophanierung
Durch Cellophanierung (auch Folienkaschieren genannt) werden Drucksachen besonders veredelt. Die Oberfläche der Drucksache wird dabei mit einer hauchdünnen Folie beschichtet. Dieses Verfahren findet insbesondere bei Visitenkarten, Flyern oder Prospekten seine Anwendung.
Durch die Beschichtung erhält das Druckstück einen guten Griff- und Scheuerschutz und veredelt zusätzlich das Aussehen. Cellophanierungen sind in Matt oder Hochglänzend möglich.
Normale matte Oberflächen sind sehr empfindlich. Eine matte Cellophanierung ist deutlich langlebiger und gibt dem Produkt ein angenehmes Griffgefühl. Die glänzende Cellophanierung verstärkt die Farbwirkung des Drucks.
Die Folie kann ein- oder beidseitig aufgebracht werden.